# Homoeogryllus tessellatus
Homoeogryllus tessellatus är en insektsart som först beskrevs av Jean Guillaume Audinet Serville 1838.  Homoeogryllus tessellatus ingår i släktet Homoeogryllus och familjen syrsor. Inga underarter finns listade i Catalogue of Life.